# Barbie et la Porte secrète
Série Barbie
Barbie et la Magie des perles
(2014) Barbie en super princesse
(2015)
Pour plus de détails, voir Fiche technique et Distribution.
Barbie et la Porte secrète (Barbie and the Secret Door) est le 28e film d'animation mettant en scène la poupée Barbie, sorti en 2014.

## Synopsis
Alexa est une princesse d'une grande timidité. Elle préfère rester tranquillement dans sa chambre ou dans le jardin à lire des romans d'aventure. Mais elle va devoir ouvrir le prochain bal donné au palais et, pour lui donner du courage, sa grand-mère lui offre un livre très spécial. En effet, quand Alexa part le lire dans le jardin, elle découvre une porte qui ne s'était jamais trouvée là auparavant. De l'autre côté, Alexa découvre un monde où vivent des fées, des sirènes, des licornes et bien d'autres créatures étranges. Mais dans ce monde magique vit Malucia, une petite princesse née sans pouvoirs qui, par jalousie et désir de puissance, les vole au peuple. Nori et Romy, à qui Malucia a respectivement volé les ailes et les nageoires, voient en Alexa la personne tant attendue qui les sauvera.

## Fiche technique
- Titre original : Barbie and the Secret Door
- Titre français : Barbie et la Porte secrète
- Réalisation : Karen J. Lloyd
- Direction artistique : Walter P. Martishius
- Scénario : Brian Hohlfeld
- Musique : Gabriel Mann et Rebecca Kneubuhl
- Production : Shelley Dvi-Vardhana et Melissa Lee Anderson ; Kim Dent Wilder, Rob Hudnut et David Voss (exécutifs)
- Sociétés de production : Mattel Playground Productions, Rainmaker Entertainment
- Société de distribution : Universal Studios Home Entertainment
- Pays d'origine : États-Unis, Canada
- Langue d'origine : anglais
- Format : couleur - son stéréo
- Genre : film d'animation
- Durée : 81 minutes
- Dates de sortie :
  - États-Unis : 16 septembre 2014[2]
  - France : 14 octobre 2014[3]

Sources : Générique du DVD, IMDb

## Distribution
| - Kelly Sheridan : Princesse Alexa - Brittany McDonald : Alexa (chant) - Ashleigh Ball : Nori - Chanelle Peloso : Romy - Tabitha St. Germain : Princesse Malucia de Zinnia - Ellie King : Grand-Mère - Christopher Gaze : BrookHurst - Jonathan Holmes : Grodlin - Andrea Libman : Nola la jeune fée - Teryl Rothery : Reine de Zinnia - Michael Daingerfield : Roi de Zinnia - Mackenzie Gray : Père d'Alexa - Anna Galvin : Mère d'Alexa - Andrew Francis : Prince Keiran - Jay Brazeau : Mr. Primrose - Britt Irvin : Jenna - Arielle Tuliao : Samantha - Peter Kelamis : Sniff - Richard Ian Cox : Whiff - Ali Liebert : Jeune fée | - Noémie Orphelin : Princesse Alexa - Nathalie Delattre : Alexa (chant) - Maia Baran : Nori - Stéphanie Vondenhoff : Nori (chant) - Mélanie Dambermont : Romy - Aaricia Dubois : Princesse Malucia de Zinnia - Myriam Thyrion : Grand-Mère - Michel Hinderyckx : Brookhurst - Tony Beck : Grodlin - Sophie Frison : Nola / Reine de Zinnia - Sébastien Hébrant : Roi de Zinnia - Patrick Waleffe : Père d'Alexa - Angélique Leleux : Mère d'Alexa - Pierre Lognay : Prince Keiran - Frédéric Meaux : Mr. Primrose - Claire Tefnin : Jenna - Audrey d'Hulstère : Samantha - Didier Colfs : Sniff - Pierre Le Bec : Whiff - Elsa Poisot : Jeune fée |

Source : Générique du DVD

## Chansons du film
- Que Vais-Je Vivre? - Alexa
- Si J'étais Magique - Alexa
- Tu es là - Nori et Romy
- Je Veux Tout - Malucia
- Je Suis Magique - Alexa
- Nous Sommes Magique - Nori et Romy
- Que Vais-Je Vivre? (reprise) - Alexa

## Autour du film
Créée en 1959, la Poupée Barbie est à l'origine de nombreux produits dérivés. Elle a également inspiré plusieurs films d’animation. Le film Barbie et la Porte secrète est sorti la même année que Barbie et la Magie des perles. Il est suivi en 2015 par Barbie en super princesse.